# Rinaldo Amorim
Rinaldo Luís Dias Amorim, más conocido como Rinaldo Amorim o Rinaldo (Jurema, 19 de febrero de 1941 - Cabo de Santo Agostinho, 4 de abril de 2023), fue un futbolista brasileño que se desempeñaba como lateral izquierdo.

## Trayectoria
Rinaldo formó parte de la primera "Academia" de la Sociedade Esportiva Palmeiras. Ganó varios títulos y jugó con el equipo alviverde en 166 partidos con 96 victorias, 35 empates, 35 derrotas y 61 goles marcados. También jugó para Náutico, Fluminense, Auto Esporte, Treze y Coritiba, terminando su carrera en 1972 en União Barbarense. Incluso se convirtió en entrenador de Treze en 1997.
Con la selección brasileña jugó 11 partidos y marcó 5 goles. Fue uno de los 47 jugadores preconvocados por Vicente Feola durante la preparación para el Mundial de 1966, pero no entró en la lista de 22 atletas que participaron en el torneo.
Rinaldo falleció el 4 de abril de 2023, a los 81 años, víctima de una neumonía.

## Palmarés
Náutico
- Campeonato de Pernambuco: 1960 y 1963

Palmeiras
- Campeonato Brasileño: 1967 (Robertão) y 1967 (Taça Brasil)
- Torneo Río-Sao Paulo: 1965
- Campeonato Paulista: 1966